# サターン音楽賞
サターン音楽賞（サターンおんがくしょう、Saturn Award for Best Music）は、サターン賞の部門の一つ。第2回（1973年度）より設置された。

## 各年の結果

### 1970年代
- 1973・74年度（第2回）：バーナード・ハーマン - 功績に対して
- 1975年度（第3回）：ロージャ・ミクローシュ - 功績に対して
- 1976年度（第4回）：デイヴィッド・ラクシン - 功績に対して
- 1977年度（第5回）：ジョン・ウィリアムズ 『スター・ウォーズ エピソード4/新たなる希望』『未知との遭遇』
- 1978年度（第6回）：ジョン・ウィリアムズ 『スーパーマン』
- 1979年度（第7回）：ロージャ・ミクローシュ 『タイム・アフター・タイム』

### 1980年代
- 1980年度（第8回）：ジョン・バリー 『ある日どこかで』
- 1981年度（第9回）：ジョン・ウィリアムズ 『レイダース/失われたアーク《聖櫃》』
- 1982年度（第10回）：ジョン・ウィリアムズ 『E.T.』
- 1983年度（第11回）：ジェームズ・ホーナー 『ブレインストーム』
- 1984年度（第12回）：ジェリー・ゴールドスミス 『グレムリン』
- 1985年度（第13回）：ブルース・ブロートン 『ヤング・シャーロック/ピラミッドの謎』
- 1986年度（第14回）：アラン・メンケン 『リトル・ショップ・オブ・ホラーズ』
- 1987年度（第15回）：アラン・シルヴェストリ 『プレデター』
- 1988年度（第16回）：クリストファー・ヤング 『ヘルレイザー2』
- 1989・90年度（第17回）：アラン・シルヴェストリ 『バック・トゥ・ザ・フューチャー PART2』

### 1990年代
- 1991年度（第18回）：ローク・ディッカー 『ボディ・パーツ』
- 1992年度（第19回）：アンジェロ・バダラメンティ 『ツイン・ピークス ローラ・パーマー最期の7日間』
- 1993年度（第20回）：ダニー・エルフマン 『ナイトメアー・ビフォア・クリスマス』
- 1994年度（第21回）：ハワード・ショア 『エド・ウッド』
- 1995年度（第22回）：ジョン・オットマン 『ユージュアル・サスペクツ』
- 1996年度（第23回）：ダニー・エルフマン 『マーズ・アタック!』
- 1997年度（第24回）：ダニー・エルフマン 『メン・イン・ブラック』
- 1998年度（第25回）：ジョン・カーペンター 『ヴァンパイア/最期の聖戦』
- 1999年度（第26回）：ダニー・エルフマン 『スリーピー・ホロウ』

### 2000年代
- 2000年度（第27回）：ジェームズ・ホーナー 『グリンチ』
- 2001年度（第28回）：ジョン・ウィリアムズ 『A.I.』
- 2002年度（第29回）：ダニー・エルフマン 『スパイダーマン』
- 2003年度（第30回）：ハワード・ショア 『ロード・オブ・ザ・リング/王の帰還』
- 2004年度（第31回）：アラン・シルヴェストリ 『ヴァン・ヘルシング』
- 2005年度（第32回）：ジョン・ウィリアムズ 『スター・ウォーズ エピソード3/シスの復讐』
- 2006年度（第33回）：ジョン・オットマン 『スーパーマン・リターンズ』
- 2007年度（第34回）：アラン・メンケン 『魔法にかけられて』
- 2008年度（第35回）：ハンス・ジマー / ジェームズ・ニュートン・ハワード 『ダークナイト』
- 2009年度（第36回）：ジェームズ・ホーナー 『アバター』

### 2010年代
- 2010年度（第37回）：ハンス・ジマー　『インセプション』
- 2011年度（第38回）：マイケル・ジアッキーノ 『SUPER8/スーパーエイト』
- 2012年度（第39回）：ダニー・エルフマン 『フランケンウィニー』
- 2013年度（第40回）：フランク・イルフマン（英語版） 『オオカミは嘘をつく』
- 2014年度（第41回）：ハンス・ジマー 『インターステラー』
- 2015年度（第42回）：ジョン・ウィリアムズ 『スター・ウォーズ/フォースの覚醒』